# Center Hill
Center Hill é uma cidade localizada no estado americano da Flórida, no condado de Sumter. Foi incorporada em 1925.

## Geografia
De acordo com o United States Census Bureau, a cidade tem uma área de 16,6 km², onde 15,3 km² estão cobertos por terra e 1,4 km² por água.

### Localidades na vizinhança
O diagrama seguinte representa as localidades num raio de 24 km ao redor de Center Hill.

## Demografia
Segundo o censo nacional de 2010, a sua população é de 988 habitantes e sua densidade populacional é de 64,66 hab/km². Possui 486 residências, que resulta em uma densidade de 31,80 residências/km².